# 876 هـ
876 هـ هي سنة في التقويم الهجري امتدت مقابلةً في التقويم الميلادي بين سنتي 1471 و1472.

## وفيات
- عبد العزيز الوفائي